# Fasci d'Azione Rivoluzionaria
El Fasci d'Azione Rivoluzionaria (español: Fascio de Acción Revolucionaria) fue una escisión del Partido Socialista Italiano de carácter intervencionista fundada y liderada por Benito Mussolini, hasta ese momento número tres del partido y director del diario Avanti!. El partido se constituyó como un frente unido que pretendía aglutinar a toda la izquierda intervencionista del PSI frente a los reformistas y a la línea leninista opuesta a la entrada de sus respectivos países en la Gran Guerra. 
Debido al apoyo de Mussolini a la intervención italiana en la Primera Guerra Mundial, su organización empezó a recibir apoyo financiero de Ansaldo (una empresa de armamentos) y otras compañías menores interesadas en la participación de Italia en la contienda. Mussolini utilizó estos para crear el diario Il Popolo d'Italia, quien comenzó a publicarse en noviembre de 1914 y que buscaba convencer socialistas y revolucionarios de apoyar la guerra y unirse a su partido, considerando al PSI como "traidores y falsos socialistas vendidos a influencias extranjeras".

## Estatuto y programa
El "estatuto-programa" fue publicado en Il Popolo d'Italia el 6 de enero de 1915.

Art. 1. – Se constituye en Italia, el Fascio de Acción Revolucionaria.

Art. 2. – El Fascio no se constituye en un partido, sinó en unas agrupaciones libres de subversivos provenientes de todas las escuelas de doctrinas políticas que trabajarán en forjar para el mañana la fecundación de un ideal revolucionario, pero no desaprovecharán la ocasión de formar un movimiento político en común.

Art. 3. – El Fascio, específicamente propondrá en crear una situación que lleve a toda Italia en participar en la guerra contra los Imperios Centrales, inmediatamente. Si en estas circunstancias se realiza, habrán tres resultados:

a). La negación por voluntad popular de toda política dinástica de la Casa de Saboya.

b). Acortar la guerra y atacar el militarismo en su mayor expresión como organismo dominante que subyuga a los pueblos.

c). La revolución de los problemas de la nacionalidad que una vez resueltos, limpiará el terreno de la lucha de todas las clases de un gran elemento de confusión entre las diversas clases sociales, allanando el camino para toda reivindicación política y económica.

Art. 4. – Este programa deberá realizarse a través de la propaganda oral y escrita o de cualquier otra forma que la circunstancia amerite.

Art. 5. – El Fascio se sustentará con las cuotas volontarias que cada miembro aporte de su propia fuerza.

Art. 6. – En la segunda quincena de enero habrá, se llevará a la Convención Nacional, en representación de todos los Fascio de Italia que acepten este programa.

Art. 7. – Hasta el momento de la Convención Nacional, el comité del Fascio de Acción Revolucionaria de Milán, en la Sala 10, funcionará el Comité Central.

Art. 8. – Eso conllevará a la estampa de una credencial única para todo miembro del Fascio que se quiera establecer en Italia. Esta credencial es un elemento de valor para reconocer a un miembro que haga presencia en las reuniones del Fascio local y de todas las localidades de los Fascios de Italia

Art. 9. – La credencial cuesta una lira. Su provisión estará destinada al Comité Central de la estampa de los manifiestos, volantes, número único, contribuir a la invitación de ponentes, etc.